# Nemescsó
Nemescsó is een plaats (község) en gemeente in het Hongaarse comitaat Vas. Nemescsó telt 314 inwoners (2001).